# Фонтане, Теодор
Те́одор Фонта́не (нем. Theodor Fontane; 30 декабря 1819, Нойруппин — 20 сентября 1898, Берлин) — немецкий писатель и поэт, наиболее заметный представитель реализма в немецкой литературе XIX века.

## Биография

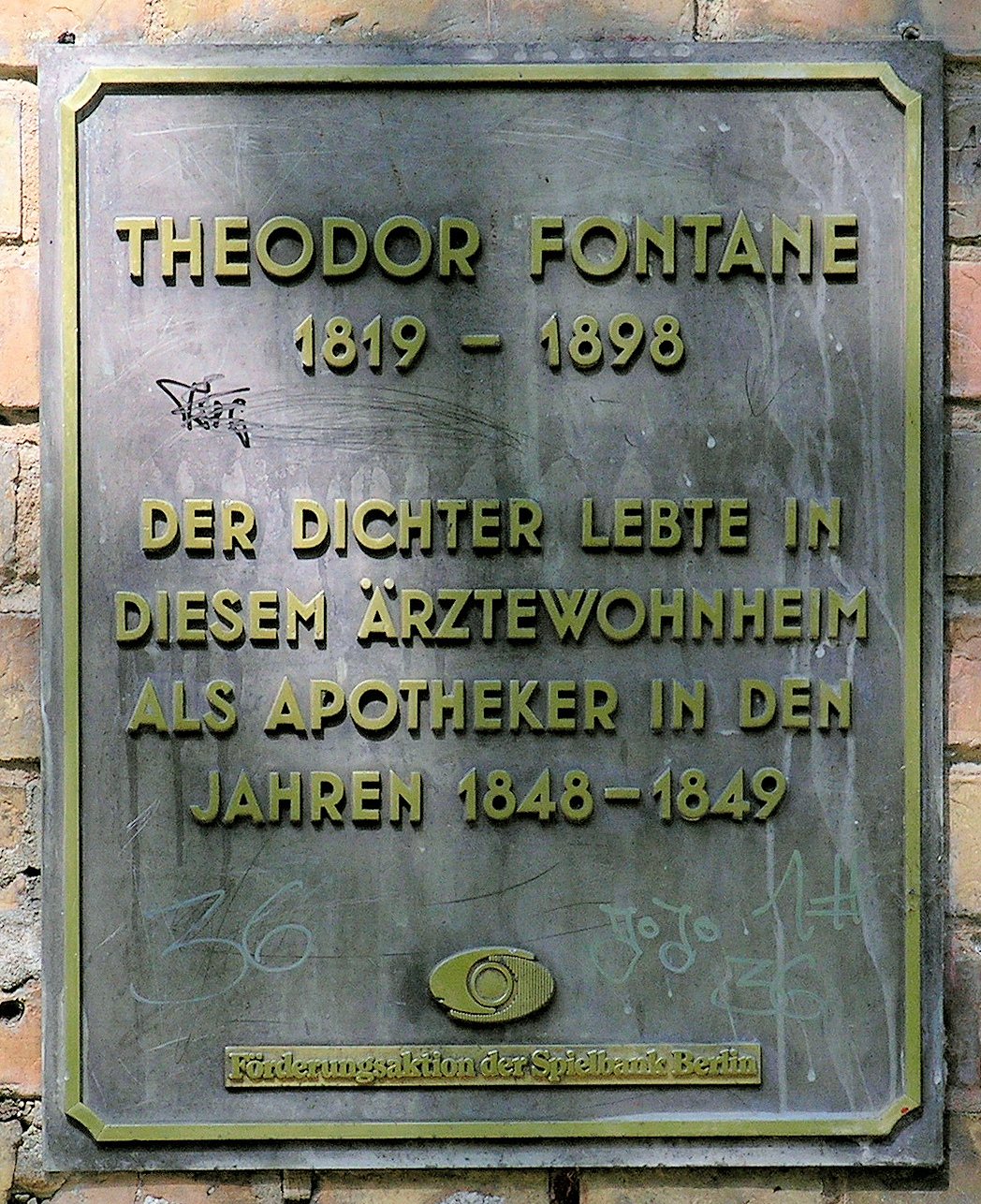
Памятная доска Теодору Фонтане на врачебном общежитии

Профессиональный потомственный аптекарь — потомок французских гугенотов, переселившихся после эдикта Фонтенбло в Пруссию. Литературную деятельность начал в конце 1830-х годов стихами. В качестве корреспондента консервативных прусских газет долгое время жил в викторианской Англии, издал несколько книг очерков и репортажей об отечестве Вальтера Скотта, которого считал своим кумиром. Его подражания шотландским народным балладам стали хрестоматийными. В 1862—1882 гг. издал четыре тома беллетризованных путевых очерков «Странствия по марке Бранденбург», которые принесли ему широкую популярность.

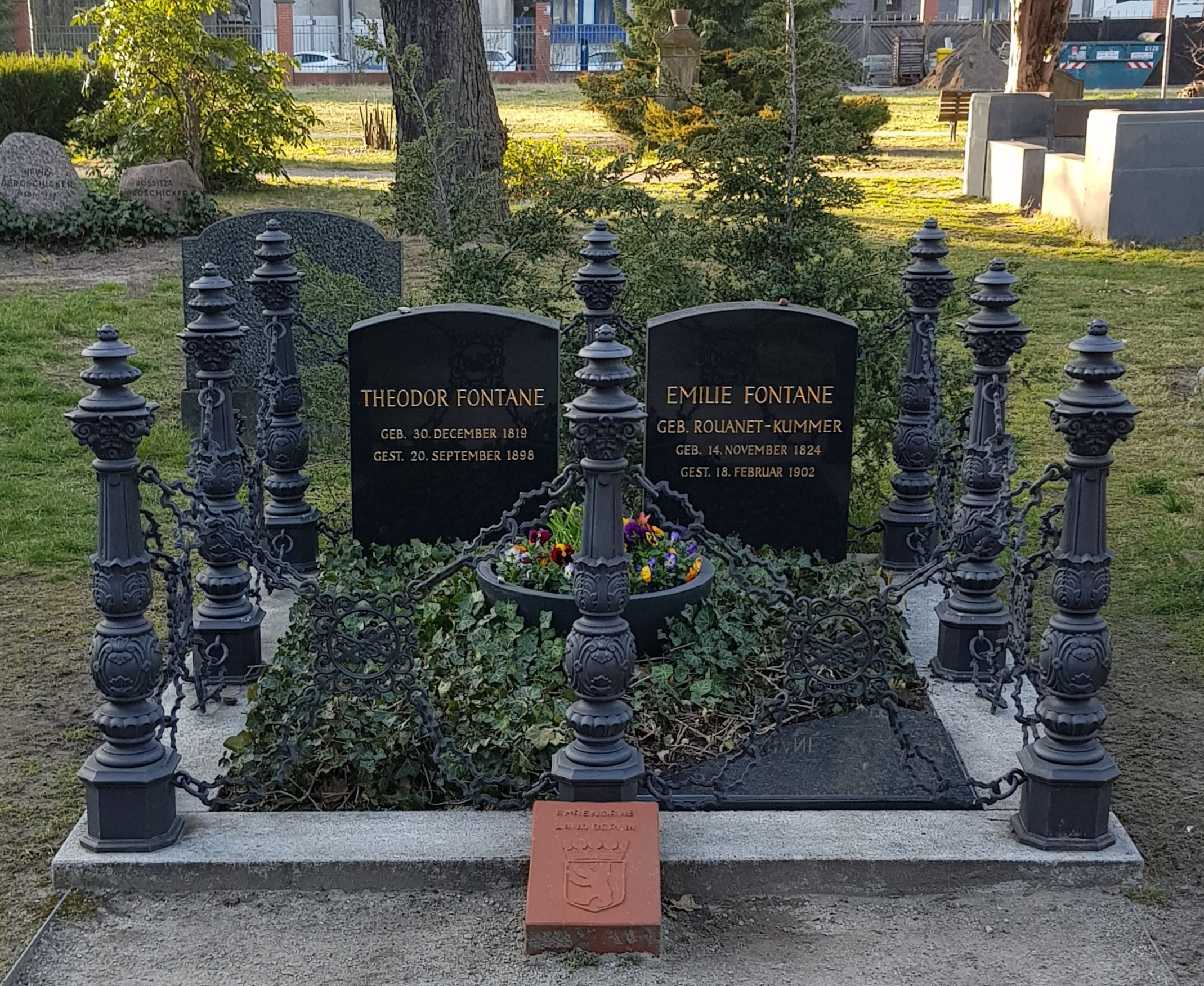
Могила Теодора Фонтане в Берлине, 2022

В конце жизни отошёл от журналистики и посвятил себя написанию романов, диагностирующих состояние прусского общества. Первый из «прусских романов» написан Фонтане уже в довольно преклонном возрасте (56 лет).

## Творчество
Перу Фонтане принадлежат многочисленные драмы, стихи, биографии, исторические повествования, критические и публицистические статьи, в частности романы «Перед бурей» (Vor dem Sturm), «Грета Минде» (Grete Minde, 1880), повесть «Грешница» (L’Adultera, 1882), повесть «Шах фон Вутенов» (Schach von Wuthenow, 1883), «Граф Петёфи» (Graf Petöfy, 1884), «Сесиль» (Cecile, 1887), роман «Эффи Брист» (Effi Briest, 1895), «Штехлин» (Der Stechlin, роман опубликован посмертно в 1899 году).
В 1858 году во время поездки по Шотландии Фонтане смог увидеть, что жители этого края, так поэтично воспетого почитаемым им Вальтером Скоттом, живут уже не легендами. Он обнаружил, что их интересует новое, современное. Именно тогда начал формироваться взгляд Фонтане на историю как на неразрывное сцепление прошлого и настоящего. Примером здесь может служить роман «Шах фон Вутенов», действие в котором отнесено на несколько десятков лет в прошлое, но читатель при этом понимает, что такое углубление в историю служит лишь основанием для беседы о настоящем времени.
Фонтане создавал свой тип романа в эпоху грюндерства. Роман, по его мнению, «должен быть картиной времени, к которому мы сами принадлежим, по крайней мере отображением периода жизни, у границ которого мы уже стояли или же о котором нам рассказывали ещё наши родители». Наиболее известен цикл его «берлинских романов» («Неверная жена», «Шах фон Вутенов», «Сесиль», «Пути-перепутья», «Стина», «Госпожа Женни Трайбель»), принципиально ориентированный на отображение проблем современности.

## Сочинения
Романы, повести, рассказы
- Vor dem Sturm (Перед бурей), 1878
- Grete Minde (Грета Минде), 1880
- Ellernklipp (Эллернклипп/Ольховый утёс)
- L’adultera (Грешница/Неверная жена), 1882
- Schach von Wuthenow (Шах фон Вутенов), 1883
- Graf Petöfy (Граф Петёфи), 1884
- Unterm Birnbaum (Под грушей), 1885
- Cécile (Сесиль), 1887
- Irrungen, Wirrungen (Пути-перепутья), 1888
- Stine (Стина), 1890
- Quitt (Квиты), 1891
- Unwiederbringlich (Безвозвратно)
- Frau Jenny Treibel (Госпожа Женни Трайбель), 1893
- Effi Briest (Эффи Брист), 1896
- Die Poggenpuhls (Поггенпули)
- Der Stechlin (Штехлин), 1899, посмертная публикация

Автобиографические произведения, путевые заметки, исторические очерки
- Лето в Лондоне, 1854
- Aus England (Из Англии), 1860
- Jenseits des Tweed (По ту сторону Твида), 1860
- Wanderungen durch die Mark Brandenburg (Странствия по марке Бранденбург)
- Der Schleswig-Holsteinische Krieg im Jahre 1864
- Der Deutsche Krieg von 1866
- Kriegsgefangen
- Aus den Tagen der Occupation
- Der Krieg gegen Frankreich 1870—1871
- Fünf Schlösser
- Meine Kinderjahre
- Von Zwanzig bis Dreißig

Посмертное
- Causerien über das Theater
- Aus dem Nachlaß
- Mathilde Möhring (Матильда Мёринг, роман)
- Reisebriefe vom Kriegsschauplatz Böhmen 1866
- Zwei Post-Stationen
- Unechte Korrespondenzen

Баллады и стихотворения
Письма
Записки
Дневники

### Переводы на русский язык
- Эффи Брист. — М.: Гослитиздат, 1960.
- Шах фон Вутенов. Пути-Перепутья. Госпожа Женни Трайбель. — М.: Художественная литература, 1971.
- Пути-перепутья. Госпожа Женни Трайбель, или Сердце сердцу весть подает. — М.: Терра-Книжный клуб, 2003.

## Фильмография и сценические произведения по романам Фонтане

### Экранизации
- Der Schritt vom Wege
- 1970 — Effi Briest
- 1974 — Эффи Брист Фонтане (ФРГ, реж. Райнер Вернер Фасбиндер)
- 1977 — Грете Минде (ФРГ, реж. Хайде Жене) — по одноимённому роману
- 2009 — Effi Briest

### Сценические произведения
- «Эффи Брист», балет Виолеты Динеску, 1998
- «Эффи Брист», опера Хельмута Эринга и Ирис тер Шипхорст, 2000)

## Память

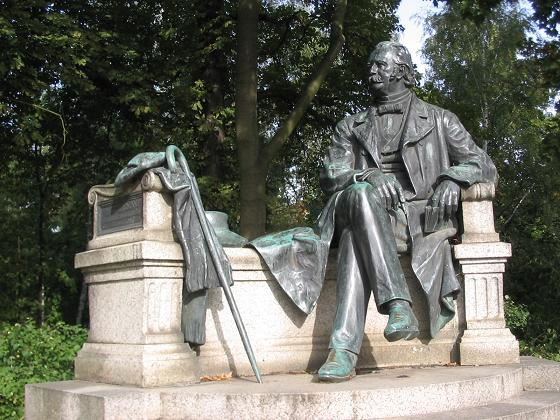
Скульптор Макс Визе. Памятник Теодору Фонтане, Нойруппин, 1907
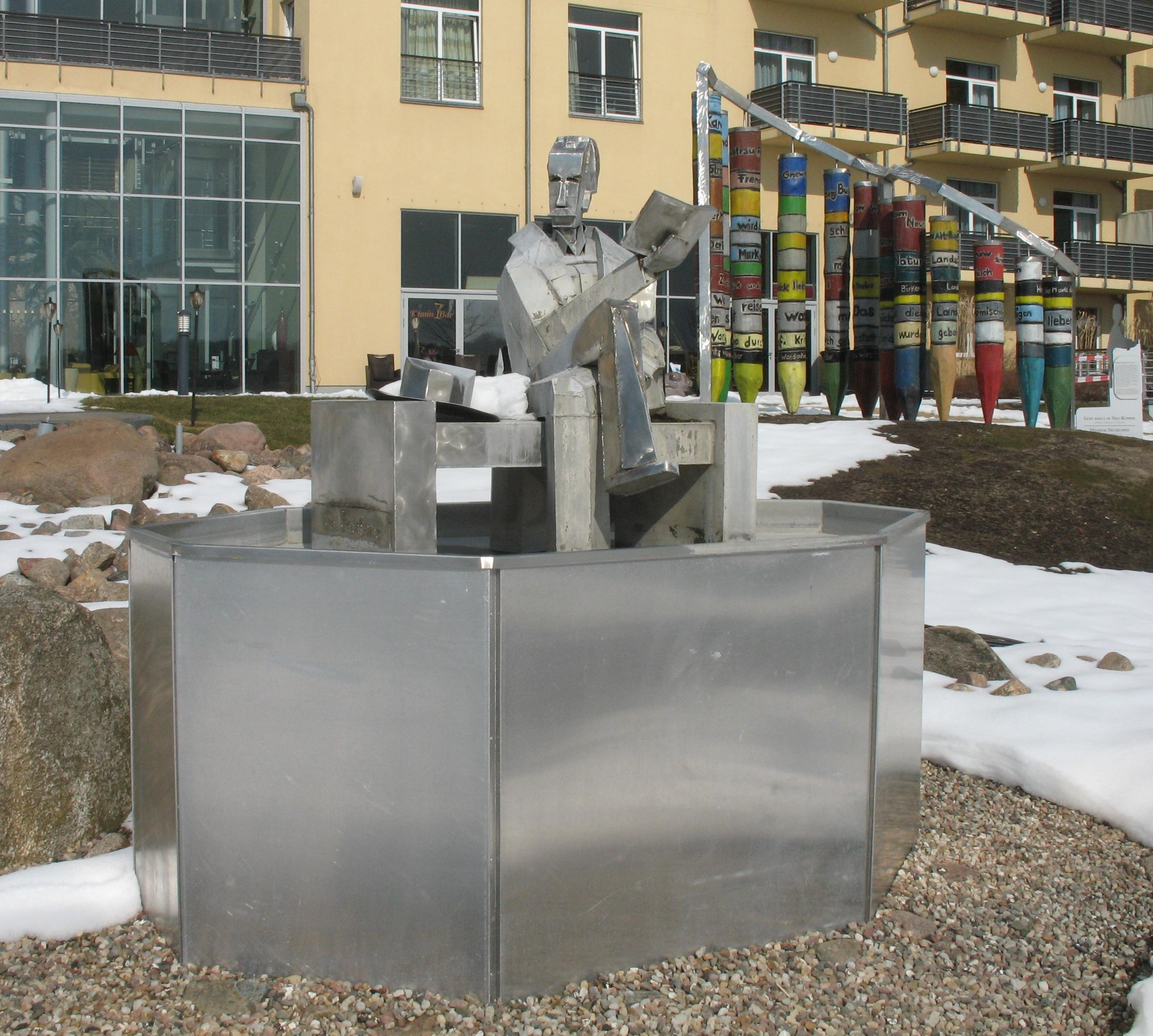
Скульптор Матиас Холь-Штайн. Памятник Теодору Фонтане, Нойруппин, 2006
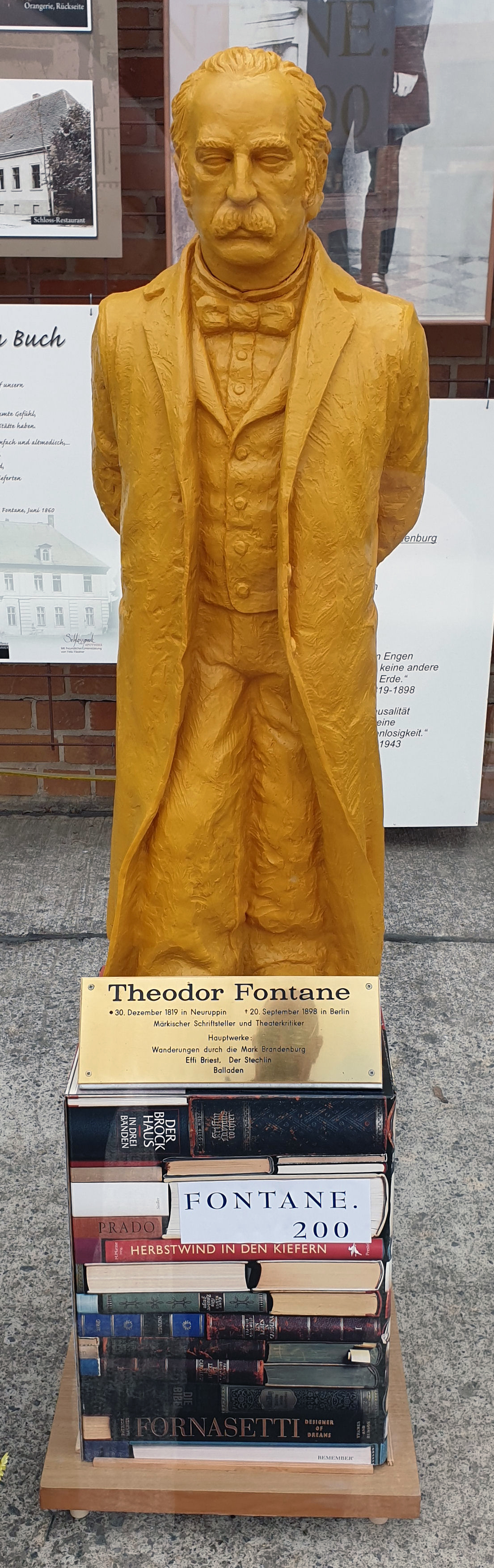
Скульптор Оттмар Хёрль. Инсталляция, посвящённая Теодору Фонтане, Нойруппин, 2016
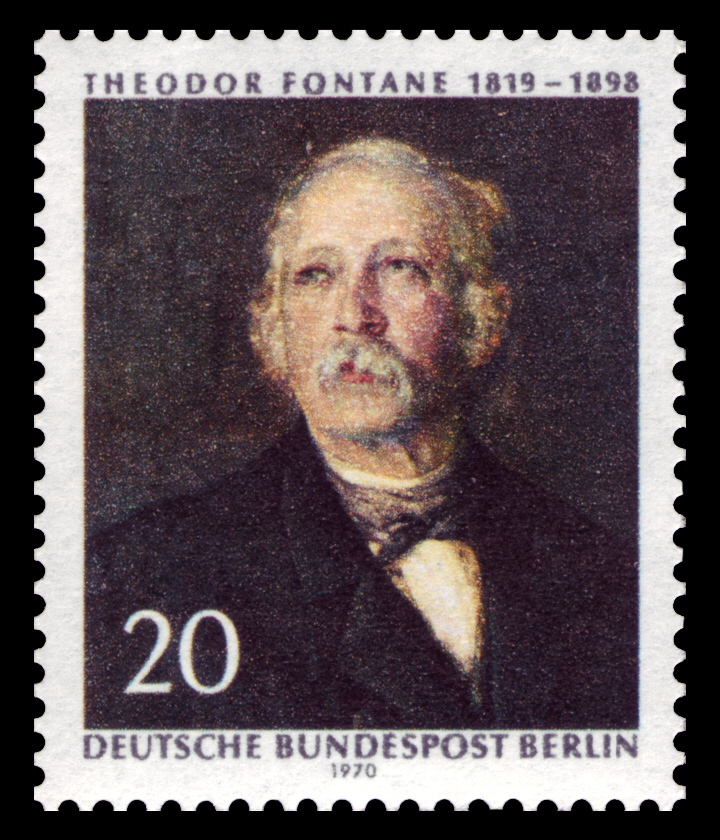
Почтовая марка Германии к 150-летию Т. Фонтане, 1970
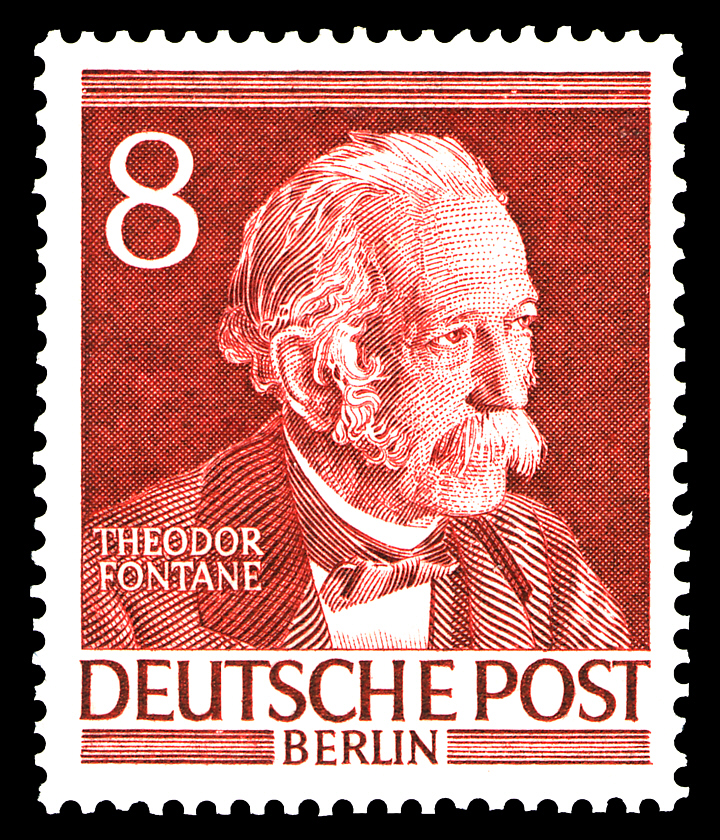
Почтовая марка Германии, посвящ. Т. Фонтане, 1953

## Признание
- Премия Шиллера (1891)